# محمية الشومري للأحياء البرية
محمية الشومري للأحياء البحرية (بالإنجليزية: Shaumari Nature Reserve)‏ أول محمية للأحياء البرية في الأردن, أسستها الجمعية الملكية لحماية الطبيعة عام 1975 م. وهي في منطقة الأزرق في منطقة وادي الشومري. انشئت هذه المحمية عام 1975 م قرب الأزرق في الصحراء الشرقية وتبلغ مساحتها (22كم مربع) وقد خصصت لإعادة إطلاق المها العربي الذي بدأ بالانقراض وتتكاثر فيها أنواع من الطيور البرية ويمكن لزائر المحمية القيام برحلة سفاري وسط الحيوانات البرية.

## نبذة عامة
تهدف المحمية إلى الحفاظ على وجود الحيوانات النادرة التي تكاد تكون على حافة الانقراض. تقوم المحمية بإعادة بناء أعدادهم عن طريق حمايتهم من الصيد الجائر والتهديدات البيئية الأخرى التي قد تؤدي إلى انقراضهم.
توفر محمية الشومري بيئة آمنة للحيوانات النادرة مثل المها العربي والغزلان والحمر البرية (الحمار البري الفارسي). وبالإضافة إلى ذلك، تحتوي المحمية على مركز للزوار ومتحف للحياة البرية، حيث يمكن للزوار التعرف على التنوع البيولوجي والجهود المبذولة لحماية هذه الحيوانات. و ان محمية الشومري تضم مركزاً للزوار بالإضافة الى انها تحاط محمية الشومري بالسياج المشبك والشائك.ك.

## الجغرافيا
تبلغ مساحتها (22) كيلومترا مربعا، وتشكل الأودية فيها حوالي 60% من مساحتها الكلية وباقي المساحة أراضي مستوية ومغطاة بالحجر البازلتي (الحماد). ويتراوح ارتفاعها عن سطح البحر ما بين 510 - 680 متراً.
تحيط محمية الشومري بسياج مشبك وشائك للحفاظ على سلامة الحيوانات ومنع اختراقهم. و تشكل هذه التضاريس نتيجة للنشاط البركاني والانزلاقات الأرضية.

## أهميتها
تم تأسيسها لإعادة إطلاق المها العربي في موطنه الأصلي في الأردن الذي كان مهددا بالانقراض. ويجري حاليا اكثار الغزال الصحراوي (الريم والعفري) والنعام والحمار البري السوري. وقد تم تسجيل (11) نوعاً من الثدييات في المحمية و(134) نوعا من الطيور أغلبها طيور مهاجرة. إضافة إلى (130) نوعاً من النباتات البرية، أهمها القطف والشيح والطرفة والرتم.
في الأردن، انقرض المها العربي في عام 1920 بسبب الصيد الجائر الذي كان يتم لأغراض مختلفة مثل اللحم والقرون والفراء. وفي عام 1972، تم قتل آخر مها عربي على يد الصيادين في عمان.
ولكن لحسن الحظ، بدأت جهود إنقاذ عالمية تعرف باسم "عملية المها" تحت إشراف جمعية المحافظة على النباتات والحيوانات والصندوق العالمي للطبيعة في عام 1962. تم إنشاء قطيع للمها العربي في الولايات المتحدة الأمريكية، وكان يتألف من ثلاثة حيوانات من عمان وواحدة من حديقة الحيوان في لندن وأخرى من الكويت، بالإضافة إلى أربعة من السعودية.
ومن الجدير بالذكر أن عدد المها العربي زاد بشكل ملحوظ بفضل هذه الجهود الحثيثة. وفي عام 1987، اقترحت الجمعية الملكية لحماية الطبيعة إعادة القطيع إلى موطنه الأصلي في صحراء شبه الجزيرة العربية. وبفضل هذه الجهود، ازداد عدد المها العربي إلى حوالي مئتين، وهذا يعتبر دليلاً على نجاح عملية المها الرائعة.
والآن، يقوم الأردن بتزويد بلدان أخرى بالمها العربي، والتي بدورها تنفذ برامج إعادة التوطين للمساهمة في استمرارية هذا النوع المهدد بالانقراض.

## قصة المها العربي
تعد محمية الشومر وقصة المها العربي من القصص المثيرة والمهمة في عالم الحفاظ على الحياة البرية. تتحدث القصة عن مغامرة جميلة شاردة، كانت مهددة بالانقراض وتواجه خطر الصيادين، ولكن جمالها وروعتها ساعدا في إحراز تقدم كبير في حفظها واستمرارها. لدلك
في قلب الأحداث المشوقة، تعيش جميلة شاردة تقاتل من أجل البقاء وسط مطاردة لا هوادة فيها من قبل الصيادين. قد كادت تفقد حياتها وتتلاشى من هذا الكون، لكنها أثبتت أن جمالها وروعتها لهما قيمة لا تقدر بثمن.
فعندما بدأت عملية الإنقاذ الدولية، التي عُرفت بـ "عملية المها"، كانت الفرصة قد طالما انتظرتها. وبإشراف جمعية المحافظة على النباتات والحيوانات والصندوق العالمي للطبيعة، تم إنشاء قطيع للمها في الولايات المتحدة الأمريكية. انضمت إليه هذا القطيع ثلاثة حيوانات من عمان، إضافة إلى واحدة من حديقة الحيوان في لندن وأخرى من الكويت، بالإضافة إلى أربعة من السعودية.
ومنذ ذلك الحين، ازداد عدد المها بشكل ملحوظ. وبفضل جهود الجمعية الملكية لحماية الطبيعة، تم اقتراح إعادة القطيع إلى وطنه الأصلي في صحراء شبه الجزيرة العربية عام 1987. وبهذه الخطوة الهامة، شهدت عملية المها نجاحًا باهرًا، حيث وصل عدد المها العربي في الأردن إلى قرابة المئتين.
واليوم، يشهد الأردن تواجدًا قويًا للمها العربي، حيث أصبحت البلاد تزود بلدان أخرى بهذا الحيوان النادر، الذي يلعب دورًا حاسمًا في برامج إعادة التوطين. بفضل جهود المحافظة على التنوع البيولوجي والحياة البرية، تعود المها العربيّة لتزيّن وتحمي أراضيها الأصلية، مع بصيص أمل في مست
قبل مشرق يتوازن فيه جمالها وروعتها مع استدامة الحياة في هذا العالم الساحر.

## معرض الصور

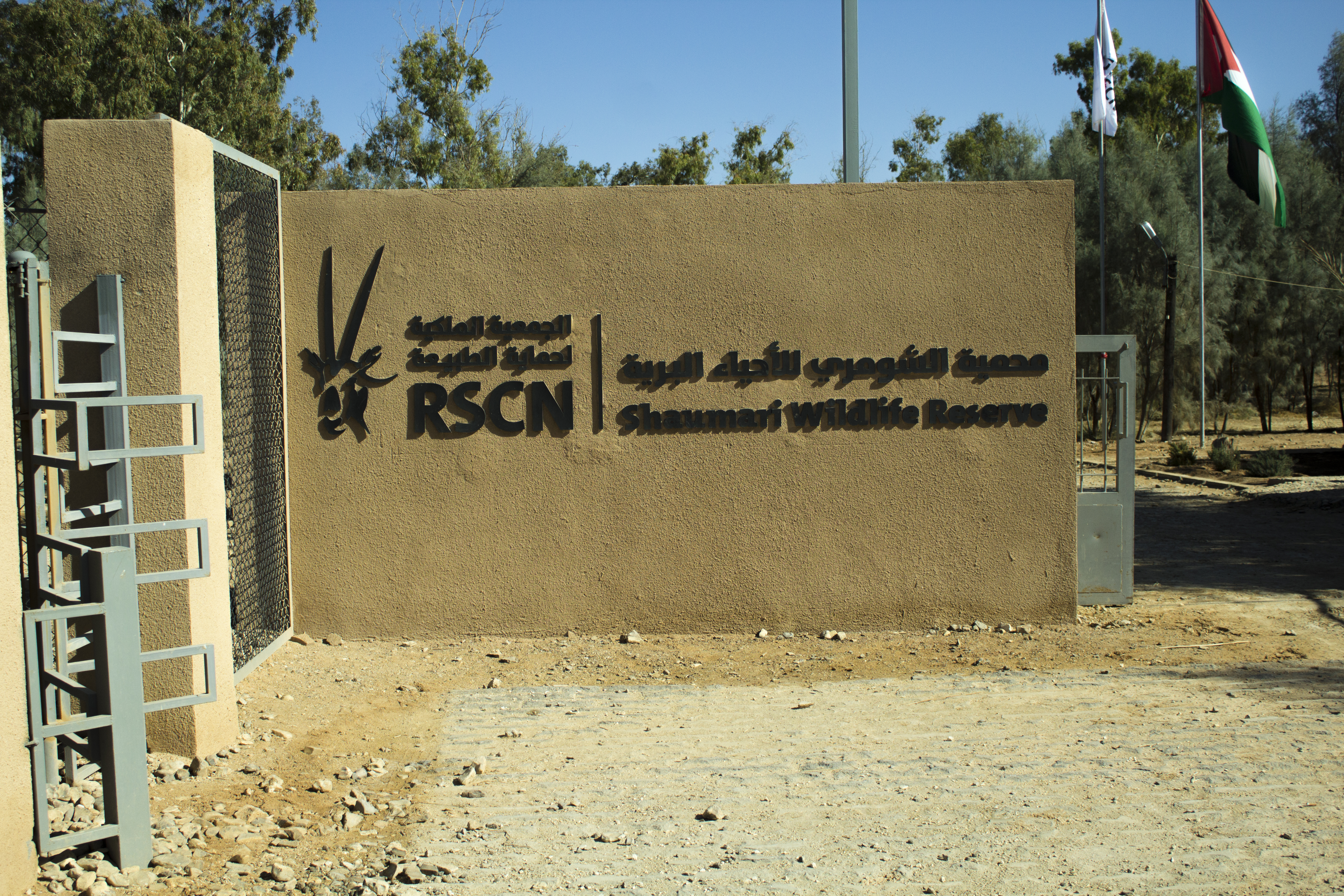
مدخل المحمية

## مواضيع متعلقة
- محميات عمان الطبيعية
- محميات طبيعية في سورية
- محمية الأزرق
- محمية الموجب
- محمية جبل عبد العزيز
- محمية راس محمد الطبيعية
- محمية المها العربي
- محمية جبل طارق
- محمية عجلون
- محميات طبيعية في مصر
- محمية سبخة الجبول